# 山本章弘
山本 章弘（やまもと あきひろ）は、シテ方観世流能楽師。重要無形文化財保持者（総合認定）。

## 概要
大阪府豊中市出身。関西大学文学部国文学科卒業。山本眞義の長男であり、山本能楽堂の初代・山本博之の孫である。
山本眞義、25世宗家観世左近ならびに26世宗家観世清和に師事。山本章弘観鵆會を主宰。公益社団法人能楽協会 理事、公益社団法人能楽協会大阪支部 常議員、公益財団法人山本能楽堂 代表理事、特別非営利活動法人べっぷかんこうかい 理事長を務める。

## 活動
山本能楽堂を中心に「現代に生きる魅力的な芸能」として、能楽の普及と継承につとめる。子どもたちへの能の次世代教育も積極的におこない、これまでに全国の8万人以上の子どもたちに能の魅力を伝えている。また、ブルガリアを中心に、東・中央ヨーロッパと日本の能を通じた国際交流につとめ、ヨーロッパ最大規模のシビウ国際演劇祭（ルーマニア）に7年連続招聘を受け出演。2017年秋、大阪城とブルターニュ大公城（フランス・ナント市）の友好城郭提携の際には能の公演を実施し国際親善につとめ、2022年11月には大阪市・ミラノ市姉妹都市提携40周年記念の能楽公演を行い、それを機に国立ミラノ大学に能を学ぶ正式なコースが設置された。
「水の都・大阪」の再生を願い開催された「水都大阪2009」の最終日を彩るイベントとして、水の浄化をテーマに子ども達と一緒に環境問題について考える、大阪発の新しい能の作品「水の輪」を制作・初演。以後、「Noh for SDGs 」として25回以上再演を繰り返し「水を大切にする気持ち」で世界を1つに結び、伝統芸能の力で持続可能な社会の実現を目指している。

## 主な略歴
- 1963年（昭和38年） - 仕舞『老松』にて初舞台
- 1983年（昭和58年） - 二十五世観世宗家観世左近に内弟子として入門
- 1988年（昭和63年） - 独立を許される
- 1996年（平成8年） - 重要無形文化財総合指定保持者の指定を受ける
- 1997年（平成9年） - 日本能楽会入会
- 1998年（平成10年） - 公益社団法人能楽協会大阪支部常議員に就任
- 2004年（平成16年） - 能楽・山本家の家督を継承する
- 2006年（平成18年） - 財団法人山本能楽会を発足し、理事長に就任
- 2006年（平成18年） - 特定非営利活動法人べっぷかんこうかいを発足し理事長に就任
- 2011年（平成23年） - 公益財団法人山本能楽堂に名称変更し、代表理事に就任
- 2011年（平成23年） - 公益社団法人能楽協会本部理事に就任
- 2018年（平成30年） - 京都造形芸術大学（京都芸術大学に名称変更）客員教授に就任
- 2019年（平成31年） - 相愛大学伝統芸能魅力検証プロジェクト実行委員会委員に就任

## 主な新作能
- 2009年（平成21年）–　Noh for SDGs『水の輪』
水の浄化をテーマに環境問題について子ども達と考える作品。[2]
- 2016年（平成28年）–　『真田幸村』
真田幸村と徳川家康による平和のための能。原作：北川央（前大阪城天守閣館長）[3]
- 2019年（令和元年）–　Noh for SDGs『オルフェウス』
ギリシャ神話「オルフェウス」を題材として、「森の豊かさ」を守るためブルガリアの恵まれない子供たち20人と一緒に、ブルガリアの古代ローマ劇場で初演。[4]
- 2020年（令和2年）–　『慈愛 魂のゆくえ』
コロナ禍において、仏教の環相回向（輪廻転生）をテーマに制作。仏教の声明とのコラボレーション公演。[5]
- 2022年（令和4年）–　『月乃卯』
世界的指揮者ケント・ナガノの発案により、「月とうさぎ」の民話をもとに制作。シェーンベルグの「月に憑かれたピエロ」と共に上演（指揮：ケント・ナガノ　演奏：ハンブルク交響楽団　歌手：藤村実穂子）

## 受賞
- 2000年（平成12年） - 大阪文化祭奨励賞受賞
- 2009年（平成21年） - パナソニック教育財団「心のフォーラム」奨励賞受賞
- 2009年、2010年（平成21、22年） - 近畿地方整備局ゆめづくりまちづくり奨励賞受賞
- 2010年（平成22年） - 第42回「博報賞」受賞
- 2011年（平成23年） - ティファニー財団日本文化大賞受賞
- 2013年（平成25年） - 関西元気文化圏賞受賞
- 2015年（平成27年） - 日本水大賞「未来開拓賞」受賞
- 2016年（平成28年） - 国土交通大臣表彰「手づくり郷土賞」受賞
- 2016年（平成28年） - 国際交流基金「地球市民賞」受賞
- 2017年（平成29年） - JTB交流文化賞「選考委員特別賞」受賞
- 2017年（平成29年） - 第1回「はなやかKANSAI魅力アップアワード」～関西インバウンド大賞受賞（近畿産業経済局）
- 2017年（平成29年） - 平成29年度外務大臣表彰
- 2017年（平成29年） - グッドデザイン賞2017受賞
- 2020年（令和2年） - グッドデザイン賞2020受賞
- 2021年（令和3年） - 大阪文化賞受賞